# 鹤庆铁线蕨
鹤庆铁线蕨（学名：Adiantum edentulum f. muticum）为铁线蕨科铁线蕨属月芽铁线蕨下的一个变型。